# اییراک (قمر)
اییراک (Ijiraq) یا کیوان ۲۲ (Saturn XXII) یک قمر نامنظم کوچک موافق‌گرَد است که به دور کیوان (زحل) می‌چرخد. این قمر در سال ۲۰۰۰ توسط گروهی به رهبری برت جیمز گلدمن و جان جی. کاوِلارس کشف شد و نام موقت S/2000 S 6 به آن داده شد. در سال ۲۰۰۳، این قمر به نام اییراک، نام یک موجود در اساطیر اینوئیت، نام‌گذاری شد.

## مدار

گروه‌های نامنظم موافق‌گرد در میان قمرهای زحل: اینوئیت (آبی) و گیلیک (قرمز). برون‌مرکزیت مدارها با بخش‌های زردرنگی که از اوج تا حضیض گسترش می‌یابد نشان داده شده‌است.

اییراک به دور زحل در فاصله‌ای میانگین ۱۱٫۳ میلیون کیلومتری در ۴۵۱ روز می‌چرخد، در مداری بسیار شبیه به مدار کیویاک.
باور بر این است که اییراک در تشدید کوزای قرار دارد: مدار آن به‌طور دوره‌ای میل را کاهش می‌دهد و در عین حال برون‌مرکزیت را افزایش می‌دهد و بالعکس. شناسه حضیض حول ۹۰ درجه با دامنه ۶۰ درجه نوسان می‌کند.
مانند کیویوک و ثریمر، عناصر مداری اییراک تا حد زیادی با فوبه همپوشانی دارد و احتمال برخورد آن با فوبه در آینده وجود دارد.

## ویژگی‌های فیزیکی
اگرچه اییراک عضو گروه قمرهای نامنظم اینوئیتی است، اما مشاهدات اخیر نشان داده که این قمر به‌طور قابل توجهی از پالیاک، سیارناک و کیویوک قرمزتر است. شیب طیفی آن (اندازه‌گیری بازتابی جسم به عنوان تابعی از طول موج) دو برابر شیب دیگر قمرهای گروه اینوئیتی (۲۰٪ در هر ۱۰۰ نانومتر) است که برای اجرام فرانپتونی قرمز، مانند سدنا معمول است، اما در مورد قمرهای نامنظم ناشناخته است.
علاوه بر این، طیف اییراکی فاقد جذب ضعیف در حدود ۰٫۷ میکرومتر است که به آب‌سازی احتمالی نسبت داده می‌شود و در سه قمر دیگر یافت می‌شود.

## نام‌گذاری
اییراک در سال ۲۰۰۳ به نام اییراک، موجودی افسانه‌ای در اساطیر اینوئیت نام‌گذاری شد.
کاولارس، ستاره‌شناسی در دانشگاه مک‌مستر، این نام را پیشنهاد کرد تا به نام‌گذاری نجومی کمک کند از روال یکنواخت یونانی-رومی و رنسانسی خارج شود. او ماه‌ها وقت صرف کرد تا نام‌هایی بیابد که هم چندفرهنگی و هم مرتبط با فرهنگ در کانادا باشند. او پس از رایزنی با پژوهشگران مردم بومی قاره آمریکا (بدون یافتهٔ مناسب) در مارس ۲۰۰۱ در حال خواندن یک داستان اینوئیت برای فرزندانش بود که ناگهان الهام گرفت. اییراک (موجودی داستانی) قایم‌باشک بازی می‌کند، همان کاری که این ماه‌های کوچک کیوان انجام می‌دهند: یافتن آن‌ها دشوار است و مانند شمالگان کانادا سرد هستند. (تیم کاشف، شامل کانادایی‌ها، نروژی‌ها و ایسلندی‌ها بود و وجه اشتراک‌شان شمالی بودن‌شان است).
کاولارس برای کسب موافقت، با نویسندهٔ داستان، مایکل کوسوگاک، تماس گرفت و این نویسنده نام‌ها را برای «کیویاک» و «سدنا ۹۰۳۷۷» هم پیشنهاد داد.